# Cabrera d’Anoia
Cabrera d’Anoia (auch Cabrera d’Igualada, spanisch Cabrera de Igualada) ist eine katalanische Gemeinde (Municipio) mit 1.709 Einwohnern (Stand: 2024) in der Provinz Barcelona im Nordosten Spaniens. Sie liegt in der Comarca Anoia. Zur Gemeinde gehören neben dem Hauptort unter anderem die Ortschaften Can Ros, Castell de Cabrera, Canaletes, Can Gallego, Can Feixes, Agulladolç und Can Piquer.

## Lage
Cabrera d’Anoia liegt etwa 40 Kilometer westnordwestlich von Barcelona in einer Höhe von ca. 345 m. Der Anoia begrenzt die Gemeinde im Osten.

## Bevölkerungsentwicklung
| Jahr      | 1970 | 1981 | 1991 | 2001 | 2011 | 2021 |
| Einwohner | 169  | 139  | 216  | 609  | 1355 | 1521 |

## Sehenswürdigkeiten

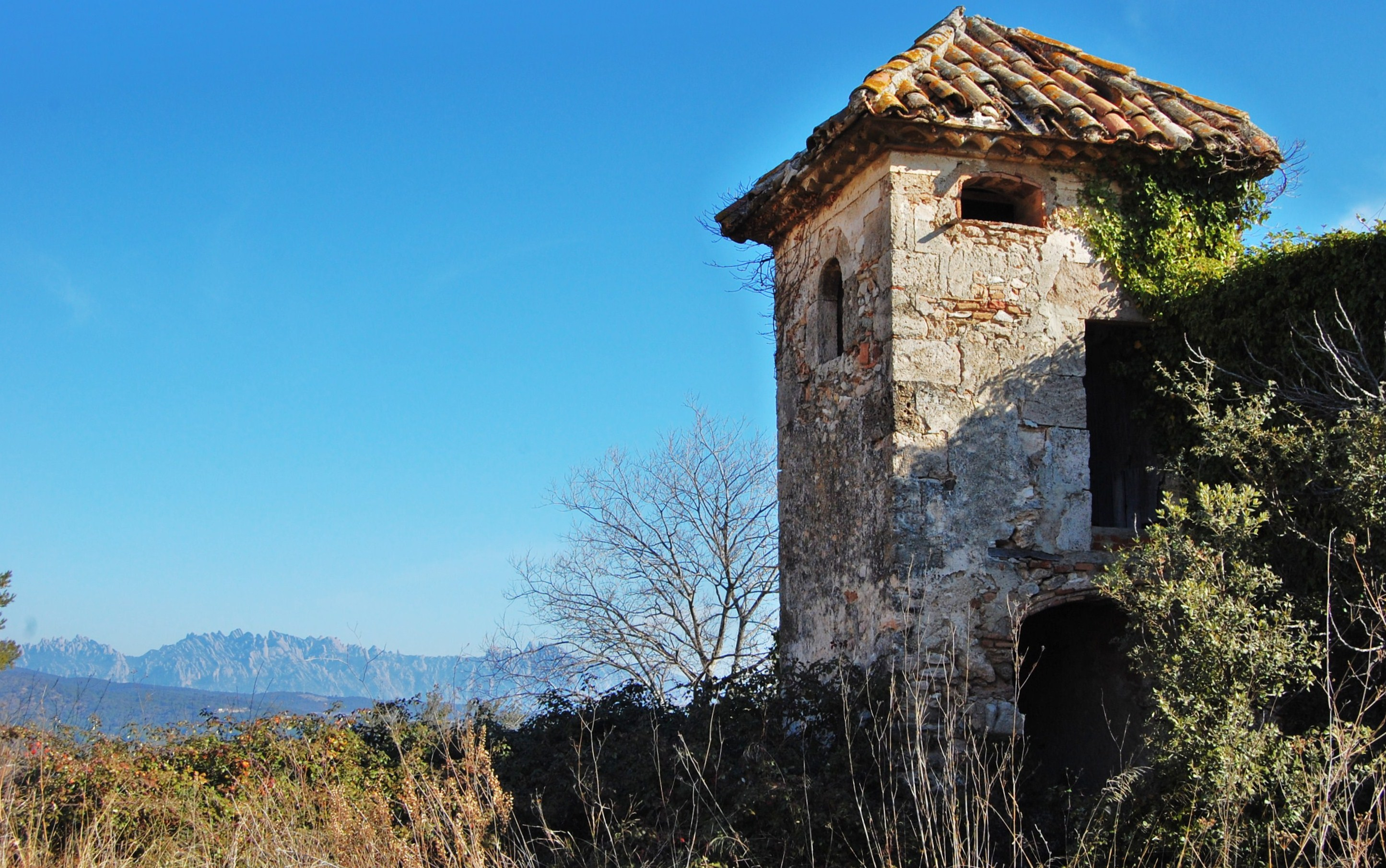
Reste der Burg
- Salvatorkirche

- Reste der Burg